# Ark Futura
Die Ark Futura ist ein RoRo-Schiff der dänischen Reederei DFDS Seaways. Heimathafen ist Esbjerg in Dänemark. 2014 wurde das Schiff u. a. für den Transport von zur Vernichtung vorgesehener Chemikalien zur Herstellung chemische Kampfstoffe der syrischen Armee zu einem US-amerikanischen Spezialschiff vor der Küste Syriens eingesetzt.

## Geschichte
Das Schiff wurde 1995/1996 als Dana Futura in Italien gebaut. Der Stapellauf erfolgte am 13. Oktober 1995. Am 4. Juni 1995 wurde das Schiff an DFDS abgeliefert und zunächst in der Nordsee zwischen Esbjerg und Harwich, ab 1997 dann zwischen Esbjerg und Immingham eingesetzt.
Ende 2000 kam das Schiff zur DFDS Tor Line und wurde in Tor Futura umbenannt. Das Schiff wurde mehrfach verchartert und dabei u. a. auch in Australien und dem Mittelmeer eingesetzt.
Seit 2005 ist das Schiff Bestandteil des von Dänemark initiierten ARK-Projektes und steht bei Bedarf den dänischen und deutschen Streitkräften sowie den NATO-Partnern für Truppen- und Materialtransporte zur Verfügung.
Im April 2011 wurde das Schiff in Ark Futura umbenannt.

### Transport von Chemikalien 2014
Gemäß einer vom UN-Sicherheitsrat im September 2013 verabschiedeten Resolution sollen die Chemiewaffen der syrischen Armee bis Mitte 2014 vollständig vernichtet sein. Der damalige US-Präsident Barack Obama hatte zuvor wegen eines vermutlichen Giftgaseinsatzes nahe der syrischen Hauptstadt Damaskus mit einem Militärangriff gegen das Land gedroht, sollte der damalige Präsidenten Baschar al-Assad die chemischen Kampfstoffe nicht vernichten. Die Vereinten Nationen und die Organisation für das Verbot chemischer Waffen (OPCW) mit Sitz in Den Haag veranlassten die Transporte und charterten dazu die Ark Futura, die zwischen Januar und Juni 2014 mehrere Transporte „chemischen Materials mit Dringlichkeitsstufe“ von der syrischen Hafenstadt Latakia zur Cape Ray durchführte. Die Chemikalien stammten laut OPCW von zwei verschiedenen Standorten für Chemiewaffen der syrischen Streitkräfte. Die Ark Futura wurde dabei von Schiffen aus der Volksrepublik China, Dänemark, Norwegen und Russland begleitet.

## Technische Daten
Das Schiff wird von einer Hauptmaschinen von MAN B&W (MAN B&W 58/64) mit einer Leistung von 11.120 kW angetrieben, die auf einen Verstellpropeller wirken. Für Dreh- und Anlegemanöver ist das Schiff mit zwei Bug- und einem Heckstrahlruder ausgestattet. Für die Stromversorgung an Bord stehen Dieselgeneratoren sowie ein Wellengenerator zur Verfügung.
Ladung kann auf drei Decks gestaut werden (Tankdecke, Hauptdeck und Wetterdeck). Das Hauptdeck ist über eine Heckrampe und eine weitere Rampe im Heckbereich auf der Steuerbordseite erreichbar. Das Hauptdeck bietet eine Höhe von 6,10 Metern. Vom Hauptdeck verlaufen Rampen auf die Tankdecke und auf das Wetterdeck. Das Deck auf der Tankdecke verfügt über eine Höhe von 5,80 Meter (im Bereich der Rampe steht allerdings nur eine Höhe von 4,60 Meter zur Verfügung), das Wetterdeck ebenfalls über eine Höhe von 6,10 Meter. Auf dem Hauptdeck stehen 2.943 m² bzw. 882 Spurmeter, auf dem Wetterdeck 3.186 m² bzw. 1.006 Spurmeter und auf der Tankdecke 1.351 m² bzw. 420 Spurmeter zur Verfügung, insgesamt also 7.480 m² bzw. 2.308 Spurmeter. An Bord können insgesamt 644 TEU gestaut werden. Davon finden 288 auf dem Hauptdeck, 110 auf der Tankdecke und 246 auf dem Wetterdeck Platz. Für Kühlcontainer oder andere temperaturgeführte Ladung stehen insgesamt 76 Anschlüsse zur Verfügung (40 auf dem Hauptdeck, 20 auf dem Wetterdeck und 16 auf der Tankdecke). Hiervon können allerdings maximal 60 gleichzeitig genutzt werden.
Auf der Steuerbordseite befindet sich ein Kran, der bis zu 36 Tonnen heben kann.